# Huanan (häradshuvudort i Kina)
Huanan (kinesiska: 桦南, 桦南镇, 桦南县) är en häradshuvudort i Kina. Den ligger i provinsen Heilongjiang, i den nordöstra delen av landet, omkring 310 kilometer öster om provinshuvudstaden Harbin. Antalet invånare är 66 087.
Runt Huanan är det ganska tätbefolkat, med 90 invånare per kvadratkilometer. Huanan är det största samhället i trakten. Trakten runt Huanan består till största delen av jordbruksmark.
Genomsnittlig årsnederbörd är 843 millimeter. Den regnigaste månaden är juli, med i genomsnitt 164 mm nederbörd, och den torraste är januari, med 5 mm nederbörd.